# Xã Collegeville, Quận Stearns, Minnesota
Xã Collegeville (tiếng Anh: Collegeville Township) là một xã thuộc quận Stearns, tiểu bang Minnesota, Hoa Kỳ. Năm 2010, dân số của xã này là 3.343 người.